# Duiveland

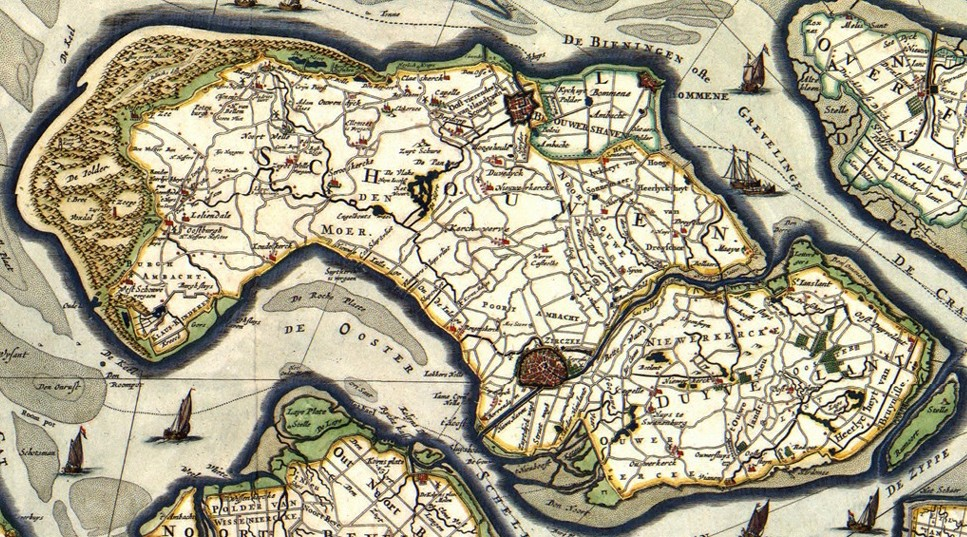
Schouwen-Duiveland 1650

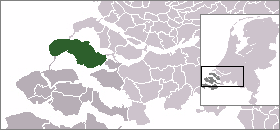

Duiveland (oder Duyvelandt; deutsch Teufelsland) ist der Name einer früheren Insel und Gemeinde in der niederländischen Provinz Zeeland, die im Laufe des 12. Jahrhunderts eingedeicht wurde. Der Name Duvelant kommt im Jahr 1206 zum ersten Mal vor.
Duiveland war in vier Gebiete eingeteilt, De Vier Bannen, den Herrlichkeiten: Kapelle, alte Kirche, neue Kirche und Botland (Capelle, Ouwerkerk, Nieuwerkerk und Botland).
1305 kam im Nordosten durch Poldern Dreischor hinzu, 1288 war bei einer Sturmflut ein Teil von Deischor verloren gegangen. Dieser Bereich wurde zunächst als Neu- oder Klein-Dreischor bezeichnet. Der Deichbauer war Graf Jan van Beaumont, und ihm zu Ehren das Gebiet ’s-Heer Jansland (Sirjansland) genannt. 1353/1354 deichte man einige Sümpfe an der Ostseite von Duiveland ein, die Oosterland van Duvelant. Im Jahre 1468 fand eine letzte Vergrößerung der Insel durch Eindeichung von Bruinisse statt.
Die Insel Duiveland wurde 1610 mit Schouwen zur Insel Schouwen-Duiveland vereinigt, deren östlicher Teil sie heute ist. Die Gemeinde Duiveland wurde 1961 aus den früheren Gemeinden Nieuwerkerk, Ouwerkerk und Oosterland gebildet. 1997 wurde Duiveland ein Teil der neuen Gemeinde Schouwen-Duiveland.
Koordinaten: 51° 39′ N, 4° 1′ O